# Georges Charbonneaux
Pour les articles homonymes, voir Charbonneaux.
Georges Charbonneaux, né le 21 septembre 1865 à Reims et mort le 13 mars 1933 à Paris, est un industriel et philanthrope français. I 
Il est à l'origine, en 1912, d'une société privée au statut de société anonyme d’habitations à bon marché, le Foyer Rémois.

## Biographie

### Famille
Georges Edmond Victor Charbonneaux naît le 21 septembre 1865 à Reims du mariage de Firmin Alphonse Charbonneaux et de Léonie Devivaise (1841-1876). Le 6 janvier 1891 à Reims, il épouse Marguerite Lelarge (1872-1954). De ce mariage, naît un enfant.
Il meurt le 13 mars 1933 à Paris et repose dans le canton 1 du cimetière du Nord de Reims.

### Le philanthrope
En France en 1906, 62 % des personnes habitant des villes de plus de 5 000 habitants vivent à deux ou plus par pièce. La natalité recule et la mortalité infantile est importante.
En 1910, Georges Charbonneaux accompagne Jean-Baptiste Langlet, maire de Reims, en Angleterre à Bournville, cité-jardin dans la banlieue de Birmingham.
Inspiré par le catholicisme social, il fonde en 1912 une société privée au statut de société anonyme d’habitations à bon marché, le Foyer Rémois qui utilise les dommages de guerre pour la construction d’habitations destinées aux familles ouvrières et nombreuses. Cette société d’inspiration catholique est alors perçue par la mairie comme conflictuelle car elle fait de l’ombre à l’Office public des habitations à bon marché (HBM). En 1950, les HBM seront remplacées par les habitations à loyer modéré (HLM),.

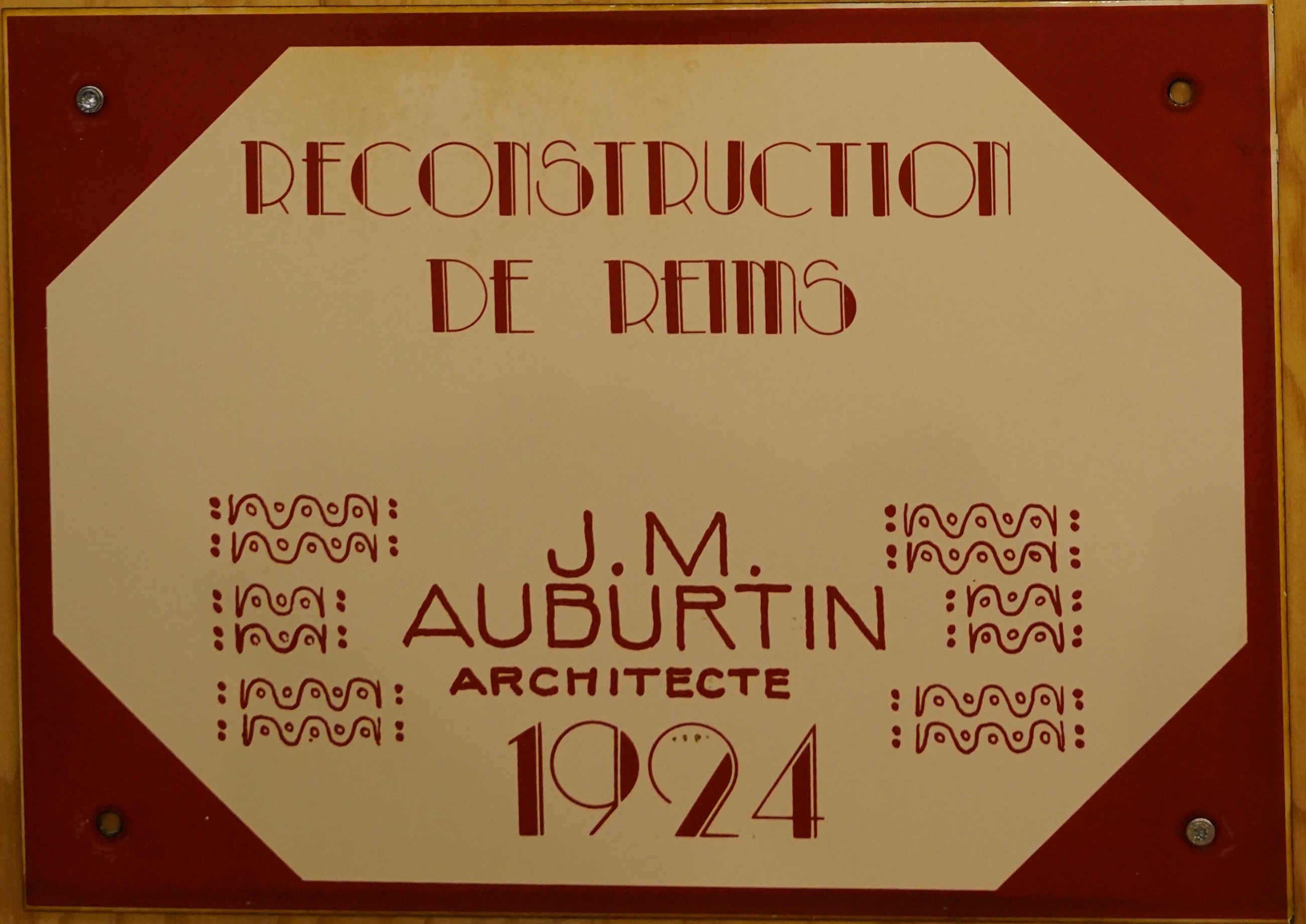
Plaque de la reconstruction de Reims pour la Cité jardin du Chemin-Vert.

Les principales réalisations de cette société sont les cités-jardins du quartier Chemin Vert - Europe à Reims, Charles Arnould de Mulhouse, Lattaignant, Brimontel. Elles sont les premières de ce genre construites en France. Elles permettent de résoudre, en partie, le difficile problème du logement à la suite de la Première Guerre mondiale. Georges Charbonneaux dote, en outre, ces cités de tout un équipement social et culturel : maison commune, maison de l’enfance, etc. Il souhaite promouvoir ce périmètre ouvrier, édifie en 1923 l’église Saint-Nicaise dans le quartier populaire du Chemin Vert. Il fait appel à René Lalique pour la réalisation des baies de la nef et du transept.
Il consacra toute sa vie au développement de l’œuvre dont il fut le fondateur. 
Georges Charbonneaux est également président de la Société philharmonique, président du conseil d’administration de la Société de Crédit immobilier de l’arrondissement de Reims, président de l’association de la Maison de l’Enfance et de l’association de la Maison Commune du Foyer Rémois.

### Le collectionneur
Georges Charbonneaux possède l’une des plus grosses collections de pièces représentatives de l’évolution stylistique de son ami, le maitre verrier René Lalique qu'il fait travailler dans la Verrerie Charbonneaux, verrerie familiale fondée en 1870 à Reims. Grâce à ce dernier, il constitue une belle collection d’artistes de cette époque. Une partie de cette collection fait l’objet d’une vente publique le 21 mai 2019.

## Hommages
En 1929, il reçoit le prix de l'Académie française pour son ouvrage Reims après la guerre.
Une voie nouvelle traversant le groupe d’habitations du parc d’artillerie, où furent édifiés par le Foyer Rémois 96 logements en deux immeubles collectifs est baptisée en 1955 « rue Georges-Charbonneaux ». 
Lors du rattachement de La Neuvillette-lès-Reims à la ville de Reims, le 30 décembre 1970, la rue Georges-Charbonneaux, créée en 1966, est dénommée officiellement « rue Georges-Charbonneaux – La Neuvillette ».
La résidence des étudiants de Reims porte le nom de « résidence Charbonneaux ».

## Pour approfondir